# Alana Portero
Alana S. Portero ( Madri, 1978) é uma escritora, poetisa, dramaturga e diretora teatral espanhola. Escreve sobre cultura, feminismo e ativismo LGBT, focando-se em mulheres trans . 

## Juventude e carreira
Portero nasceu e passou a infância em Madrid num bairro operário.   Estudou na Universidade Autónoma de Madrid, é licenciada em História e especializada em História Medieval.
Ela foi cofundadora da STRIGA, uma companhia de teatro onde foi dramaturga e atriz.  Atualmente colabora com diversas editoras espanholas,  como a revista Agente Provocador, ElDiario.es, El Salto, SModa e Vogue España,  assim como na sua própria página no Patreon .
Portero escreveu diversas compilações de poemas: La habitación de las ahogadas (2017); La próxima tormenta (2014); Irredento (2011); Fantasmas (2010); redigiu a peça teatral Música silenciosa (2008) e colaborou em diversas coleções de obras selecionadas como La revuelta del pueblo cucaracha (2013), El descrédito (2013), Mundo Subterráneo (2015), Alcasseriana (2016), Vidas Trans (2019) or Asalto a Oz (2019).
La mala costumbre (Bad Habit) é seu primeiro romance. Contada na voz de uma menina presa no corpo de um menino, Bad Habit é uma história de amadurecimento na classe trabalhadora de Madrid.  O romance foi apresentado com sucesso na Feira do Livro de Frankfurt em 2023. Será traduzido para onze línguas   como inglês, francês e alemão. 

## Trabalhos
- 2008 – Música silenciosa. Peça de teatro. Edições Endymion. Número de série: 978-8477314684.
- 2010 – Fantasias. Coleção de poemas. Edições Endymion. Número de série: 978-8477314967.
- 2011 – Irredento. Coleção de poemas. Edições Endymion. Número de série: 9788477315186.
- 2014 – A próxima tormenta. Coleção de poemas. Origami. Número de série: 9788494209406.
- 2017 – La habitación de las ahogadas. Coleção de poemas. Harpo Libros. Número de série: 978-8494539961.
- 2023 – A má fantasia. Romance. Seis Barral. Número de série: 9788432242120.

## Prémios
Em 2023, ela recebeu um prémio do Ministério da Igualdade espanhol por dar visibilidade às mulheres trans por meio de todo o seu trabalho. 

## Links externos
- Página do Patreon de Alana Portero
- Artigos de Alana Portero no ElDiario.es
- Artigos de Alana Portero no El Salto